# Stapleton Road
Stapleton Road – stacja kolejowa w Bristolu na linii kolejowej Severn Beach Line i magistrali kolejowej łączącej Bristol z Walią i północną częścią Anglii. Stacja obsługuje dzielnicę Easton. Jest stacją węzłową.

## Ruch pasażerski
Stacja obsługuje 147 770 pasażerów rocznie (dane za okres od kwietnia 2021 do marca 2022). Posiada bezpośrednie połączenia z Bristol Parkway, Cardiff, Cheltenham i Malvern. Pociągi odjeżdżają ze stacji w odstępach co najmniej godzinnych w każdą stronę. 

## Obsługa pasażerów
Przystanek autobusowy. Stacja nie posiada parkingu samochodowego, miejsce parkingowe dla czterech rowerów. Odprawa podróżnych odbywa się w pociągu.